# Саблин, Николай Алексеевич

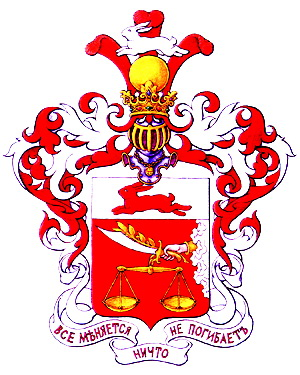
Герб рода Саблиных

Никола́й Алексе́евич Са́блин (1849 (по другим данным — 1850), Вологда — 3 (15) марта 1881, Санкт-Петербург) — революционер-террорист, член подпольной организации «Народная воля».

## Биография
Родился в дворянской семье исправника, коллежского асессора Алексея Ивановича и Александры Михайловны (Скрипицыной) Саблиных. Братья: Александр Саблин — юрист, Саблин, Михаил Алексеевич — статистик, третий брат Иван впоследствии генерал-майор.
Учился в Московском университете. В студенческом сообществе увлёкся народническими идеями. Вступил в московскую группу организации чайковцев.
Принимал участие в «хождении в народ». В 1874 году пытался вести пропаганду среди крестьян Ярославской губернии, после чего в ноябре 1874 года бежал за границу.
За границей стал членом Первого Интернационала, редактировал газету «Работник».
При возвращении из-за границы 12 марта 1875 года был арестован и проходил по Процессу ста девяноста трёх. Тюремное предварительное заключение (почти 3 года), когда велось следствие и подготовка к процессу, было судом засчитано, как мера наказания. Активный член подпольной организации революционеров «Народная воля», член редколлегии «Рабочей газеты».
Владелец конспиративной квартиры на Тележной улице в Санкт-Петербурге, где находилась динамитная мастерская народовольцев. Когда происходили приготовления к покушению 1 марта 1881 года, Саблин настоятельно требовал у Исполнительного комитета самой ответственной роли, но Комитет остановился на Рысакове, считая его вполне пригодным и вместе с тем желая сохранить Саблина.
После покушения на царя, произошедшего 1 марта, 3 марта 1881 года в квартиру нагрянули жандармы для обыска и ареста. Однако к тому времени, когда дверь была взломана, Саблин успел застрелиться, поэтому была арестована лишь его гражданская жена, народоволка Геся Гельфман.
Был популярным в революционных кругах 1870—1880-х годах поэтом. Его стихотворения опубликованы в сборнике «Вольная русская поэзия второй половины XIX в.» (Л., 1959).

## Адреса в Санкт-Петербурге
Февраль — 03.03.1881 года — Тележная улица, 3, кв. 18.